# Galvarino
Galvarino är en kommun i Chile.   Den ligger i provinsen Provincia de Cautín och regionen Región de la Araucanía, i den södra delen av landet, 600 km söder om huvudstaden Santiago de Chile. Antalet invånare är 12 119. Arean är 568 kvadratkilometer.
Terrängen i Galvarino är kuperad åt sydväst, men åt nordost är den platt.
Trakten runt Galvarino består till största delen av jordbruksmark. Runt Galvarino är det glesbefolkat, med 15 invånare per kvadratkilometer.